# Міша Давоян
Міша Оганесович Давоян (нар. 25 лютого 1925, Тифліс — пом. 28 вересня 2005, Ґюмрі, Вірменія) — вірменський географ-геоморфолог, краєзнавець, палеонтолог, та гідролог. Кандидат географічних наук, доцент (1971) Гюмрійского педагогічного інституту. Учасник Радянсько-німецької війни. Нагороджений орденом «Знак Пошани» (1981), медалями «За взяття Будапешта» (1945), Географічного товариства СРСР (1956). Автор 120 наукових і науково-методичних статей.

## Життєпис
Давоян Міша Оганесович народився 25 лютого 1925 року в Тифлісі (нині — Тбілісі), в родині будівельника з Ґюмрі. У 1928 році сім'я повернулася на батьківщину, в Ленінакан.
У 1952 році Міша Давоян закінчив Ленінаканский педагогічний інститут. З 1953 по 1956 роки навчання в аспірантурі та працював на географічному факультеті Єреванського державного університету.
У 1955 — 1958 роки Міша Давоян керівник геоморфологічної експедиції Єреванського державного університету в північні райони Вірменії. У 1953 році на околиці міста Ґюмрі експедицією були виявлені останки викопного мамонта четвертинного періоду.
З 1958 по 2001 рік Міша Давоян був завідувачем кафедри географії Ленінаканського, (згодом — Гюмрійського) педагогічного інституту. У 1971 році захистив кандидатську, доцент.
Праці Міші Давояна присвячені вивченню рельєфу та гідрологічних режимів річки Ахурян, геоморфології та палеогеографії Ширакської улоговини, гляціології гірського масиву Араґац. В останні десятиліття досліджував гідрографічні мережі Вірменського нагір'я. Автор ряду краєзнавчих та публіцистичних статей з історії Ґюмрі.